# El Carmen Ocotepec
El Carmen Ocotepec är en ort i kommunen San Felipe del Progreso i delstaten Mexiko i Mexiko. Samhället hade 1 589 invånare vid folkräkningen 2020.